# أل بيتس
أل بيتس (بالإنجليزية: Al Bates)‏ هو منافس ألعاب قوى أمريكي، ولد في 24 أبريل 1905 في فيلادلفيا في الولايات المتحدة، وتوفي بنفس المكان في 9 يونيو 1999.

## وصلات خارجية
- أل بيتس على موقع أوليمبيديا (الإنجليزية)